# 華沙 (伊利諾伊州)
華沙（英語：Warsaw）是一個位於美國伊利諾伊州漢考克縣的城市。

## 地理
華沙的座標為40°21′00″N 91°26′00″W / 40.35000°N 91.43333°W，而該地的平均海拔高度為201米（即659英尺）。

## 人口
根據2010年美國人口普查的數據，華沙的面積為19.34平方千米，當中陸地面積為16.89平方千米，而水域面積為2.45平方千米。當地共有人口160人，而人口密度為每平方千米8.27人。